# Codicele Bratul
Codicele Bratul este un manuscris miscelaneu din secolul al XVI-lea, primul manuscris românesc al unei traduceri de text religios, care este semnat și datat.

## Generalități
Codicele Bratul a fost descoperit de către Grigore Crețu, la Mînăstirea Sucevița, același care a descoperit și Codicele Voronețean la Mînăstirea Voroneț. În prezent, exemplarul original, aflat într-o stare foarte bună în urma recondiționării, se află la Casa Memorială „Dosoftei” a Muzeului Literaturii Române, din Iași.
Scrierea, avînd 474 de pagini, este un miscelaneu, intercalat, scris cu caractere chirilice semiunciale, în limbile română și slavonă. Textul slavon este scris cu cerneală neagră, iar cel românesc cu cerneală roșie. Codicele Bratul conține:
- textul Faptelor Apostolilor, aproape integral;
- Epistola lui Iacob (integral);
- Epistolele lui Petru;
- primele două epistole ale lui Ioan (aproape integral);
- Epistola lui Iuda (integral);
- fragmente scurte din:
  - Epistola a doua către corinteni;
  - Evanghelia după Matei;
  - Evanghelia după Ioan;
- Psalmul necanonic 151;
- Omilia pentru Paști;
- fragmente din alte texte religioase.

De asemenea, manuscrisul mai conține două rețete populare și o formulă magică. La pagina 426 se află o însemnare în slavonă care arată că textul a fost scris de un anume popă Bratul la anul 1560.
După punerea în circulație a textului, începînd cu P.P. Panaitescu, în 1960, textul a fost cercetat de către G. Mihăilă, I. Gheție, Al. Mareș, M. Costinescu, C. Dimitriu, Al. Gafton.
Textul a fost editat în 2003, Codicele Bratul, Ediție de text și Studiu filologic, de Al. Gafton (studiul lingvistic aferent este publicat în 2001, Al. Gafton, Evoluția limbii române prin traduceri biblice. Studiu lingvistic asupra Codicelui Bratul în comparație cu Codicele Voronețean, Praxiul Coresian și Apostolul Iorga ) și, în 2005, sub forma unei ediții bibliofile, Codicele popii Bratul (1559-1560), Grafie și fonetică, morfologia, vocabularul, textul facsimilat, indice de cuvinte și forme românești C. Dimitriu.

## Particularități
Deși s-au emis cîteva opinii privind identitatea autorului, zona de proveniență a textului, caracterul de traducere sau de copie, cauzele producerii sale și cauzele pentru care reunește texte diferite, concluziile la care s-a ajuns nu pot fi demonstrate la modul convingător.
Textul este important prin două elemente: limba traducerii și textul slavon. Prezența textului slavon face posibilă urmărirea în detaliu a modalităților în care autorul român a înțeles să procedeze în actul de traducere. Indiferent de faptul că este chiar traducerea, sau că este o copie (revizuită), Codicele Bratul oferă informații prețioase asupra căilor pe care autorul le-a urmat în procesul de edificare a traducerii, în special a felului în care a considerat că trebuie redat, în limba română, un text sacru scris în limba de cultură a epocii. Alături de constrîngerile pe care le acceptă, urmînd unele tipare sintactice și lexicale ale slavonei, uneori, se întrevăd libertățile pe care autorul textului și le ia. De asemenea, sînt interesante unele dintre opțiunile autorului și instrucitve unele greșeli ale acestuia. În felul acesta, textul indică modalitățile prin care astfel de texte contribuiau la edificarea normei literare românești.
În felul acesta, se poate spune că, la nivel sintactic și lexical, limba textului prezintă particularități ce decurg din constrîngerile modelului slavon. Cu toate acestea, în special la nivel fonetic și morfologic, limba aparține unei perioade și unui areal lingvistic românesc. În general, prin majoritatea particularităților pe care le prezintă, se poate susține că textul este, mai degrabă, de proveniență sudică. Fără a se particulariza în mod deosebit, limba textului, indică un autor provenind dintr-o zonă cu un grai destul de echilibrat în toate compartimentele limbii. Chiar dacă există cîteva elemente, mai ales în plan fonetic și lexical, care sînt în măsură să trimită către diferite arii lingvistice, în ansamblul său, textul indică un efort de eliberare de particularitățile pregnante ale unei zone și de utilizarea unui aspect literar echilibrat. Autorul Codicelui Bratul pare a-și asuma deliberat această cale, respingînd utilizarea unei limbi marcate și impregnate cu elemente regionale.